# 上帝将昭示天下者
上帝将昭示天下者（阿拉伯语：‎, 波斯語：‎）是巴比教中的弥赛亚人物，这个弥赛亚人物被巴比教的创立者巴孛在《巴扬经》中反复提及。巴孛将这一形象明确描述为一切神圣属性之源，并表示其命令就是上帝的命令。巴孛认为这位弥赛亚人物一旦来临，其一篇诗文比巴扬经中的一千篇伟大。这一预言普遍认为已被巴哈伊信仰的创立者巴哈欧拉实现。

## 主张
在1850年巴孛去世后，有一些巴比教信徒主张其为“上帝将昭示天下者”。1863年，巴哈欧拉私下宣示其为此弥赛亚人物，并在1866年至1868年公开宣示其身份。他的追随者被以巴哈伊为人所知，而其宣示最终被广为接受。那些没有接受巴哈欧拉宣示的巴比教信徒被称为阿扎尔派。

## 引用
1. 1 2 3  Smith, Peter. . . Oxford: Oneworld Publications: 180–1. 2000  [2020-08-22]. ISBN 1-85168-184-1. （原始内容存档于2019-04-01）.
2. ↑  Hutter, Manfred. . Lindsay Jones  (编).  2 2nd. Detroit: Macmillan Reference USA: 737–40. 2005. ISBN 0-02-865733-0.
3. ↑  Smith, Peter. . . Oxford: Oneworld Publications: 118. 2000  [2020-08-22]. ISBN 1-85168-184-1. （原始内容存档于2019-04-01）.

## 延伸阅读
- Lambden, Stephen (transl.). Extracts from a Tablet of the Báb to Mullá Muhammad Báqir-i Tabrízí（页面存档备份，存于）.
- Denis MacEoin. .  3. Los Angeles: Kalimat Press. 1986  [2020-08-22]. ISBN 0-933770-16-2. （原始内容存档于2012-01-06）.
- Saiedi, Nader. . Canada: Wilfrid Laurier University Press. 2008. ISBN 978-1-55458-056-9.
- Taherzadeh, A. . Oxford, UK: George Ronald. 1992. ISBN 0-85398-344-5.